# Schacholympiade 1933

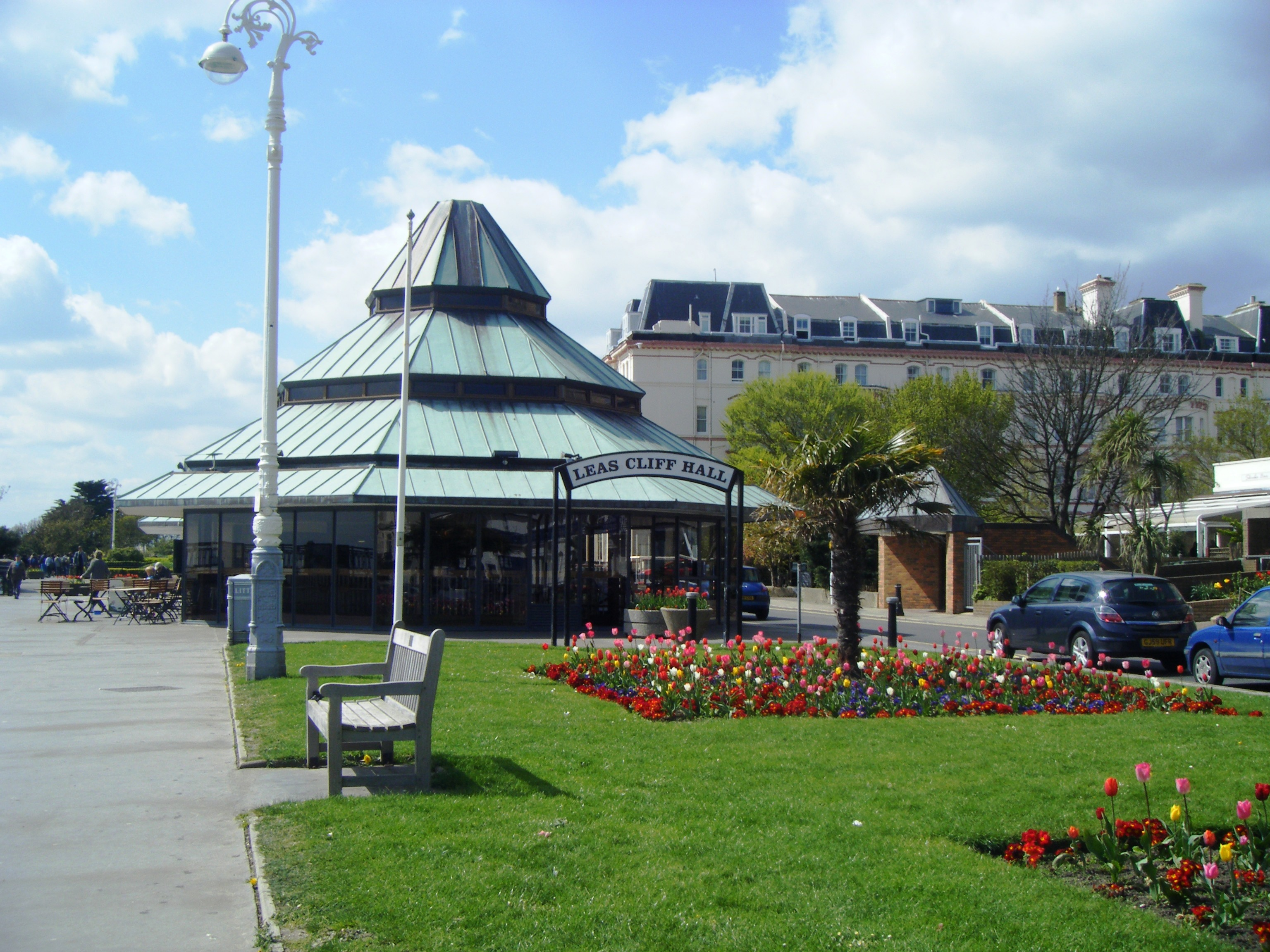
Leas Cliff Hall in Folkestone

Die 5. Schacholympiade fand vom 12. bis 23. Juni 1933 in Folkestone (England) statt. Im gleichen Rahmen wurde auch die Schachweltmeisterschaft der Frauen 1933 ausgetragen.
Die ursprünglich für 1932 in Spanien geplante Austragung der 5. Schacholympiade wurde kurzfristig wegen finanzieller Probleme abgesagt.

## Übersicht
Es nahmen 15 Mannschaften teil, die in einem Rundenturnier den Olympiasieger ermittelten. Deutschland war dieses Mal nicht vertreten, hingegen gab Schottland sein Olympiade-Debüt. 71 Spieler beteiligten sich am Wettbewerb. Das Mannschaftsturnier wurde mit Vierermannschaften ausgetragen, wobei ein Ersatzspieler erlaubt war. Die Leas Cliff Hall (Bild) war Austragungsort. Die Bedenkzeit betrug zweieinhalb Stunden für 40 Züge, danach eine Stunde für jeweils 16 Züge. Die Platzierungen wurden aufgrund der Brettpunkte (BP) und Mannschaftspunkte (MP) entschieden.

## Endstand als Kreuztabelle
| Rg | Mannschaft       | Code | 1  | 2  | 3  | 4  | 5  | 6  | 7  | 8  | 9  | 10 | 11 | 12 | 13 | 14 | 15 | BP  | MP | +  | = | -  |
| -- | ---------------- | ---- | -- | -- | -- | -- | -- | -- | -- | -- | -- | -- | -- | -- | -- | -- | -- | --- | -- | -- | - | -- |
| 1  | USA              | USA  | ●  | 1½ | 1½ | 3  | 2½ | 3  | 4  | 3  | 3  | 3  | 2½ | 2  | 3  | 3½ | 3½ | 39  | 24 | 11 | 1 | 2  |
| 2  | Tschechoslowakei | CSR  | 2½ | ●  | 3  | 2½ | ½  | 2  | 2½ | 1½ | 2  | 3  | 3½ | 3½ | 3½ | 4  | 3½ | 37½ | 23 | 10 | 2 | 2  |
| 3  | Schweden         | SWE  | 2½ | 1  | ●  | 2  | 2½ | 1½ | 2  | 3½ | 1½ | 2½ | 2½ | 3½ | 3½ | 2½ | 3  | 34  | 21 | 9  | 2 | 3  |
| 4  | Polen            | POL  | 1  | 1½ | 2  | ●  | 2½ | 2½ | 2  | 2½ | 2½ | 2  | 2  | 3½ | 2½ | 4  | 3½ | 34  | 21 | 8  | 4 | 2  |
| 5  | Ungarn           | HUN  | 1½ | 3½ | 1½ | 1½ | ●  | 2  | 1½ | 2½ | 3½ | 2  | 2½ | 2½ | 3  | 3  | 3½ | 34  | 19 | 8  | 2 | 4  |
| 6  | Österreich       | AUT  | 1  | 2  | 2½ | 1½ | 2  | ●  | 2½ | 2½ | 3  | 2½ | 2  | 3½ | 3  | 2½ | 3  | 33½ | 22 | 9  | 3 | 2  |
| 7  | Litauen          | LTU  | 0  | 1½ | 2  | 2  | 2½ | 1½ | ●  | 2½ | 3  | 2½ | 2  | 2½ | 4  | 2  | 2½ | 30½ | 19 | 7  | 4 | 3  |
| 8  | Frankreich       | FRA  | 1  | 2½ | ½  | 1½ | 1½ | 1½ | 1½ | ●  | 3  | 2½ | 1½ | 2½ | 2½ | 2½ | 3½ | 28  | 15 | 7  | 0 | 7  |
| 9  | Lettland         | LAT  | 1  | 2  | 2½ | 1½ | ½  | 1  | 1  | 1  | ●  | 2½ | 3  | 2½ | 2½ | 3  | 3½ | 27½ | 16 | 7  | 1 | 6  |
| 10 | England          | ENG  | 1  | 1  | 1½ | 2  | 2  | 1½ | 1½ | 1½ | 1½ | ●  | 3  | 3½ | 1½ | 2  | 3½ | 27  | 10 | 3  | 3 | 8  |
| 11 | Italien          | ITA  | 1½ | ½  | 1½ | 2  | 1½ | 2  | 2  | 2½ | 1  | 1  | ●  | 1½ | 1½ | 3  | 3  | 24½ | 10 | 3  | 3 | 8  |
| 12 | Dänemark         | DEN  | 2  | ½  | ½  | ½  | 1½ | ½  | 1½ | 1½ | 1½ | ½  | 2½ | ●  | 3½ | 3  | 3  | 22½ | 10 | 4  | 1 | 9  |
| 13 | Belgien          | BEL  | 1  | ½  | ½  | 1½ | 1  | 1  | 0  | 1½ | 1½ | 2½ | 2½ | ½  | ●  | 1  | 2  | 17  | 06 | 2  | 1 | 11 |
| 14 | Island           | ISL  | ½  | 0  | 1½ | 0  | 1  | 1½ | 2  | 1½ | 1  | 2  | 1  | 1  | 3  | ●  | 1  | 17  | 05 | 1  | 2 | 11 |
| 15 | Schottland       | SCO  | ½  | ½  | 1  | ½  | ½  | 1  | 1½ | ½  | ½  | ½  | 1  | 1  | 2  | 3  | ●  | 14  | 04 | 1  | 1 | 12 |
Die Zahl der Mannschaftspunkte ist um jeweils einen Punkt zu hoch. Offenbar wurde an jedem Spieltag der spielfreien Mannschaft ein Punkt zugerechnet, um die Tabelle aussagefähig zu halten.

## Beste prozentuale Ergebnisse
| Brett, Platz | Name, Vorname           | Code | BP  | Partien | %    |
| ------------ | ----------------------- | ---- | --- | ------- | ---- |
| Brett 1      |                         |      |     |         |      |
| 1            | Aljechin, Alexander     | FRA  | 9½  | 12      | 79,2 |
| 2            | Kashdan, Isaac          | USA  | 10  | 14      | 71,4 |
| 3            | Tartakower, Ksawery     | POL  | 9   | 14      | 64,3 |
| 3            | Flohr, Salomon          | CSR  | 9   | 14      | 64,3 |
| Brett 2      |                         |      |     |         |      |
| 1            | Marshall, Frank James   | USA  | 7   | 10      | 70,0 |
| 2            | Betbeder Matibet, Louis | FRA  | 8   | 12      | 66,7 |
| 3            | Frydman, Paulin         | POL  | 7½  | 12      | 62,5 |
| Brett 3      |                         |      |     |         |      |
| 1            | Lundin, Erik            | SWE  | 10  | 14      | 71,4 |
| 2            | Fine, Reuben            | USA  | 9   | 13      | 69,2 |
| 3            | Feigins, Movsas         | LAT  | 9   | 14      | 64,3 |
| Brett 4      |                         |      |     |         |      |
| 1            | Opočenský, Karel        | CSR  | 11½ | 13      | 88,5 |
| 2            | Dake, Arthur William    | USA  | 10  | 13      | 76,9 |
| 3            | Müller, Hans            | AUT  | 9   | 13      | 69,2 |
| Reserve      |                         |      |     |         |      |
| 1            | Lilienthal, Andor       | HUN  | 10  | 13      | 76,9 |
| 2            | Abramavičius, Leonardas | LTU  | 6   | 9       | 66,7 |
| 3            | Alexander, Conel Hughes | ENG  | 7   | 11      | 63,6 |

## Team aus den Vereinigten Staaten (Olympiasieger)
| Brett | Name, Vorname         | BP | Partien | %    | Platz |
| ----- | --------------------- | -- | ------- | ---- | ----- |
| 1     | Kashdan, Isaac        | 10 | 14      | 71,4 | 2.    |
| 2     | Marshall, Frank James | 7  | 10      | 70,0 | 1.    |
| 3     | Fine, Reuben          | 9  | 13      | 69,2 | 2.    |
| 4     | Dake, Arthur William  | 10 | 13      | 76,9 | 2.    |
| res.  | Simonson, Albert      | 3  | 6       | 50,0 |       |

## Team aus der Tschechoslowakei (Silbermedaille)
| Brett | Name, Vorname    | BP  | Partien | %    | Platz |
| ----- | ---------------- | --- | ------- | ---- | ----- |
| 1     | Flohr, Salomon   | 9   | 14      | 64,3 | 3.    |
| 2     | Treybal, Karel   | 6½  | 12      | 54,2 | 7.    |
| 3     | Rejfíř, Josef    | 7½  | 12      | 62,5 | 4.    |
| 4     | Opočenský, Karel | 11½ | 13      | 88,5 | 1.    |
| res.  | Skalička, Karel  | 3   | 5       | 60,0 |       |

## Team aus Schweden (Bronzemedaille)
| Brett | Name, Vorname             | BP | Partien | %    | Platz |
| ----- | ------------------------- | -- | ------- | ---- | ----- |
| 1     | Ståhlberg, Gideon         | 7½ | 14      | 53,6 | 7.    |
| 2     | Stoltz, Gösta             | 8  | 14      | 57,1 | 6.    |
| 3     | Lundin, Erik              | 10 | 14      | 71,4 | 1.    |
| 4     | Berndtsson-Kullberg, Karl | 8½ | 14      | 60,7 | 5.    |